# Парламентские выборы в Белизе (1993)
Досрочные парламентские выборы в Белизе прошли 30 июня 1993 года. Хотя Народная объединённая партия получила большинство голосов, коалиция из Объединённой демократической партии и Национального альянса за права белизцев получила большинство мест парламента. Явка составила 72,1 %.

## Предвыборная обстановка
Британские войска, которые располагались в Белизе по соглашению с правительством после обретения независимости в 1981 году, должны были уйти в 1993 или 1994 году. Было широко распространено мнение, что Белиз станет жертвой гватемальского вторжения, если эти войска уйдут.
Народная объединённая партия победила на предыдущих выборах в 1989 году с большинством лишь в два места. Однако к началу 1993 года правительственное большинство увеличилось до шести благодаря члену палаты представителей Уильяму Ашеру из Толедо-Уэста, который перешёл из Объединённой демократической партии во фракцию большинства после выборов и победе на дополнительных выборах в январе 1993 года во Фритауне, когда депутат от Объединённой демократической партии Дерек Экман был вынужден уйти в отставку из-за банкротства. Успех на последующих мартовских муниципальных выборах также придал НОП дополнительную уверенность.
Между тем, в ОДП с 1991 года начались разногласия, когда группа, возглавляемая давним региональным представителем Филиппом Голдсоном, порвала с партией из-за разногласий по поводу того, как урегулировать давний территориальный спор между Белизом и Гватемалой и сформировала Национальный альянс за права белизцев. Всё это побудило премьер-министра Джорджа Прайса объявить досрочные выборы почти на 18 месяцев раньше, которые по Конституции должны были быть проведены до декабря 1994 года.
В свете досрочных выборов Объединённая демократическая партия и Национальный альянс за права белизцев начали переговоры о создании коалиции, чтобы добиться победы на выборах. Однако Голдсон стал единственным успешным кандидатом от Национального альянса за права белизцев. В результате, хотя НОП получила большинство голосов по всей стране, коалиция ОДП/НАПБ получила большинство мест парламента и смогла сформировать следующее правительство. Выборы стали последними для Прайс, бывшего постоянным лидером Народной объединённой партии в течение 35 лет. На смену ему пришёл Саид Муса.

## Результаты
| Партия                                                                    | Голоса | %    | Места | +/- |
| ------------------------------------------------------------------------- | ------ | ---- | ----- | --- |
| Народная объединённая партия                                              | 36 082 | 51,2 | 13    | -2  |
| Объединённая демократическая партия-Национальный альянс за права белизцев | 34 306 | 48,7 | 16    | +3  |
| Независимые                                                               | 43     | 0,1  | 0     | 0   |
| Недействительных/пустых бюллетеней                                        | 499    | -    | -     | -   |
| Всего                                                                     | 70 930 | 100  | 29    | +1  |
| Зарегистрированных избирателей/ Явка                                      | 98 377 | 72,1 | -     | -   |
| Источник: Nohlen                                                          |        |      |       |     |